# علوم طبية
العلوم الطبية هي اختصاص طبي تعتمد على إجراء التحاليل على السوائل الجسمية، وتحليل النتائج بشكل طبي في إطار تحديد الأصل الفيزيوبايولوجي لمرض ما. وهي دراسة بين علم الأمراض والتشريح المرضي .

## مجالات البحث
مجالات البحث هم على الشكل التالي:
- علم الدم بما في ذلك:
  - الإرقاء
  - الدمويات المناعية
- الكيمياء السريرية بما في ذلك:
  - علم الإنزيمات
  - علم الهرمونات
  - علم السموم
- علم الأحياء الدقيقة الطبي بما في ذلك:
  - علم الجراثيم السريري
  - علم الفيروسات السريرية
  - علم الطفيليات
  - علم الفطريات
- مرضيات مناعية
- سيتولوجيا
- علم الوراثة الجزيئي
- علم الوراثة الخلوية
- علم الأحياء التداخلي:
  - علاج جيني، العلاج بالخلايا
  - علم الأحياء التناسلي بما في ذلك علم الحيوانات المنوية

1. ↑  "معلومات عن علوم طبية على موقع meshb.nlm.nih.gov". meshb.nlm.nih.gov. مؤرشف من الأصل في 2019-10-17.